# アメリカ合衆国の現代自由主義
アメリカ合衆国の現代自由主義（アメリカがっしゅうこくのげんだいじゆうしゅぎ、英: modern liberalism in the United States）は、アメリカ合衆国の自由主義において支配的な地位にあり、市民の自由と平等を社会正義と混合経済によって支えるとする政治思想である。

## 概要
現代自由主義は経済的にはセーフティネットの削減に反対し、不平等の削減、教育の提供、医療へのアクセスの確保、経済活動の規制、自然環境の保護における政府の役割を支持している。この形態の自由主義は、公民権やその他の諸権利がより多くの市民に拡大された20世紀のアメリカ合衆国で形作られた。主な例としては、セオドア・ルーズベルトのスクウェア・ディールとニューナショナリズム、ウッドロウ・ウィルソンのニュー・フリーダム、フランクリン・D・ルーズベルトのニューディール、ハリー・S・トルーマンのフェア・ディール、ジョン・F・ケネディのニューフロンティアとリンドン・B・ジョンソンの偉大な社会が挙げられる。21世紀前半における重要な社会問題としては経済的不平等、マイノリティの参政権、アファーマティブ・アクション、生殖および女性の権利、LGBTの権利の支援と移民改革が含まれている。

## 歴史
20世紀前半のはじめ、アメリカの主要な二大政党は保守的な北部共和党と南部民主党が公民権時代、議会において保守連合を形成するなど共に保守派とリベラル派を抱えていた。ジョンソン政権下において民主党が公民権を支持し始めると、アフリカ系アメリカ人の有権者が多い地区を除いて、それまで堅固な民主党支持者が占めていたソリッドサウスが堅固な共和党支持へと変化した。そのため、1960年代より民主党はリベラル、共和党は保守的と見なされるようになった。21世紀以降、人口密度が高く、多人種コミュニティに暮らすリベラル派と人口密度が低く、同質性の高いコミュニティに暮らす保守派の間では鋭い対立が生じている。